# Robert Lelangue
Robert Lelangue (nascido em 4 de fevereiro de 1940) é um ex-ciclista de estrada profissional belga, ativo entre 1958 e 1969.
Competiu como representante de seu país nos Jogos Olímpicos de Verão de 1960, terminando em 49º lugar na prova de estrada individual. No ano seguinte, ele se profissionalizou e venceu uma etapa do Tour de Luxemburgo. Mais tarde, venceu algumas corridas, incluindo os Quatro Dias de Dunquerque (1963), corrida de seis dias de Montreal (1964) e o Grande Prêmio Jef Scherens (1967).